# Élections locales écossaises de 2007 à West Lothian
Pour un article plus général, voir Élections locales écossaises de 2007.

Les élections locales écossaises de 2007 à West Lothian se sont tenues le 3 mai 2007.

## Composition du conseil
Majorité absolue : 17 sièges
| Parti                                   | Sièges  |
| --------------------------------------- | ------- |
| Travailliste                            | 14 / 32 |
| SNP                                     | 13 / 32 |
| Action pour sauver l'hôpital Saint John | 3 / 32  |
| Conservateur                            | 1 / 32  |
| Indépendant                             | 1 / 32  |